# Alice Noerbel
Alice Noerbel, ou Alice Bertrand née à Milan le 26 juin 1872 et morte le 7 septembre 1941, est connue pour avoir légué le Parc Bertrand à la Ville de Genève en souvenir de son époux Alfred Bertrand.

## Biographie
Alice Noerbel naît d'un père suisse à Milan en 1907. Jeune et chrétienne, elle s'engage activement auprès des Unions Chrétiennes de jeunes filles d'Italie.
Elle se marie avec le célèbre géographe et explorateur Alfred Bertrand le 16 janvier 1907,. Ils feront beaucoup de voyages ensemble attirés par les cultures païennes, et travaillent même comme missionnaires au Lesotho.
Elle fonde à Genève le groupe international de Union chrétienne de jeunes filles de Genève. Elle devient vice-présidente de l'Alliance universelle des unions chrétiennes de jeunes filles. Elle est aussi impliquée dans l'Armée du salut, dont elle loge parfois les officières en visite à Genève.
En 1933, la ville de Genève lui remet la médaille Genève reconnaissante pour son engagement dans la cité. En 1940, elle fait don du parc Bertrand à la ville de Genève. Elle donne aussi 1 700 tirages photos et 900 objets ethnographiques tirés des collections de son mari au Musée d'Ethnographie. Ces objets sont exposés en 2007 lors d'une exposition intitulée Alfred Bertrand, un Genevois autour du monde au Musée d'ethnographie.
Elle est ensevelie au cimetière des Rois, un cimetière regroupant les personnalités remarquables de Genève.